# 8598 Tetrix
A 8598 Tetrix (ideiglenes jelöléssel 2202 T-2) a Naprendszer kisbolygóövében található aszteroida. Cornelis Johannes van Houten, Ingrid van Houten-Groeneveld és Tom Gehrels fedezte fel 1973. szeptember 29-én.